# Huy hiệu Montana
Huy hiệu Montana hiện nay được thông qua vào năm 1865, khi Montana là một lãnh thổ của Hoa Kỳ. Khi chính thức được gia nhập liên bang năm 1889, Montana đã tiếp tục sử dụng huy hiệu này cho đến tận ngày nay, mặc dù từng có đề nghị thay huy hiệu tiểu bang vào năm 1891 nhưng cuối cùng không được thông qua.
Vòng ngoài của huy hiệu Montana có hàng chữ "The Great Seal of the State of Montana". Bên trong là hình ảnh thiên nhiên tươi đẹp của tiểu bang Montana mà cụ thể là những thác nước hùng vĩ trên con sông Missouri. Một cái cày và một cái xẻng được đặt chéo vào nhau thể hiện cho hai lĩnh vực kinh tế chính của tiểu bang là nông nghiệp và khai mỏ. Dải ruy-băng phía bên dưới tiểu bang có ghi hàng chữ Oro y Plata, theo tiếng Tây Ban Nha có nghĩa là "Vàng và Bạc".
Hình ảnh huy hiệu Montana cũng xuất hiện trên lá cờ Montana.